# Pierre Apestéguy
Pour les articles homonymes, voir Apesteguy.
Pierre Marie François Aspestéguy, né  le 12 septembre 1902 à Biarritz et mort le 17 novembre 1972 à Cagnes-sur-Mer, est un scénariste et un écrivain français, auteur de roman policier.

## Biographie
Il exerce de petits métiers, dont débardeur à New York et livreur aux Halles de Paris, avant d'être un temps journaliste au Petit Parisien, puis reporter au Moyen-Orient, une expérience dont il se servira pour planter le décor de plusieurs de ses romans. Pendant la Deuxième Guerre mondiale, il est directeur de production chez Gaumont, puis directeur d'Enzko-Films jusqu'en 1951.  Il sera également scénariste et dialoguiste de quelques films.
D'origine basque, il publie d'abord des romans régionaux avant de donner La Dame d'onze heures, en 1938, un roman policier remarqué qui deviendra en 1948 le film homonyme de Jean Devaivre.  En 1939, il reçoit le prix du roman d'aventures pour Le Roi de sables, un récit mouvementé entourant la construction d'un pipe-line sur les territoires de l'Irak et de la Syrie.
Après un long silence, il revient à l'écriture en 1956 pour faire paraître sous le pseudonyme de Franck Marchal la série des aventures de Nathalie, un mannequin-détective qui connaît deux adaptations cinématographiques avec Martine Carol dans la peau de l'héroïne. Sous son patronyme, et en collaboration avec Monique Henry, il publie dès l'année suivante deux titres avec Brigitte Lechat, une espionne acrobate passablement casse-cou, puis, à partir de 1963, une troisième série, consacrée aux enquêtes rocambolesques de Marie Caroline Demilot, surnommée Vénus (par souci d'homophonie avec la Vénus de Milo), une improbable Arsène Lupin en jupons qui, au milieu des péripéties les plus échevelées, vit une grande passion amoureuse pour Médéric Sauvage, bellâtre agent d'Interpol et champion de courses automobiles.

## Œuvre

### Romans

#### SérieNathalie, signée Franck Marchal - 1956 à 1959
- Nathalie Princesse, mannequin de Paris, Paris, Librairie des Champs-Élysées, coll. « Dossiers secrets » no 1, 1956
- Nathalie au 4e top, Paris, Librairie des Champs-Élysées, coll. Dossiers secrets, coll. « Dossiers secrets » no 2, 1956
- S.O.S Nathalie, Paris, Librairie des Champs-Élysées, coll. « Dossiers secrets » no 9, 1956
- Nathalie double dans les virages, Paris, Librairie des Champs-Élysées, coll. « Dossiers secrets », 1956
- Nathalie au Portugal, Paris, Librairie des Champs-Élysées, coll. « Le Masque - Espionnage » 1re série, no 5, 1958
- Nathalie met le feu aux poudres, Paris, Librairie des Champs-Élysées, coll. « Le Masque - Espionnage » 1re série, no 20, 1959

#### SérieBrigitte Lechat, en collaboration avec Monique Henry - 1957
- La Griffe du chat, Paris, Librairie des Champs-Élysées, coll. « Dossiers secrets » no 10, 1957
- Le Chat au clair de lune, Paris, Librairie des Champs-Élysées, coll. « Dossiers secrets » no 13, 1957

#### SérieVénus Demilot, en collaboration avec Monique Henry - 1963 à 1965
- Les Holp-up de Vénus, Paris, Fayard, 1963
- Vénus flirte avec la mort, Paris, Fayard, 1963
- Vénus au Texas, Paris, Fayard, 1963
- Une fusée pour Vénus, Paris, Fayard, 1963
- Vénus et le chien secret, Paris, Fayard, 1963
- Les Jeux de Vénus, Paris, Fayard, 1964 - Il s'agît en fait de « Le Chat au clair de lune » dans lequel les noms ont été changés et quelques paragraphes réécrits.[réf. nécessaire]
- Ici, Radio-Vénus, Paris, Fayard, 1964
- Vénus au Danemark, Paris, Fayard, 1965
- Vénus retombe dans le hold-up, Paris, Fayard, 1965

Un dixième tome, Vénus contre Scotland Yard est annoncé à la fin de Vénus retombe dans le hold-up, mais il semble ne jamais avoir été publié.

#### Autres romans policiers ou d'espionnage
- La Dame d'onze heures, Paris, Librairie des Champs-Élysées, coll. « Le Masque » no 262, 1938 [rééditions en 1952 et 1998] ; réédition, Paris, La Bruyère, coll. « La Cagoule » no 24, 1946
- Le Roi des sables, Paris, Librairie des Champs-Élysées, coll. « Série Émeraude » no 16, 1939 ; réédition, Paris, Fayard, 1952

#### Autres romans
- Cœurs basques, Paris, Fasquelle,1933
- Gachucha. Roman basque, Paris, Fasquelle, 1934
- Le Mariage de Ramuntcho, Paris, Société d'édition littéraire française, 1947
- Au nom du père, Paris, Fayard, 1960.
- La Stupéfiante Affaire Vandevelde, Paris, La Table Ronde, 1967

#### Autres publications
- La Vie profonde d'Edmond Rostand, Paris, Charpentier & Fasquelle, 1929
- Tonnerre de Dieu..., Givors, A. Martel, 1954

## Filmographie

### En tant que scénariste
- 1946 :  Le Mariage de Ramuntcho, film français réalisé par Max de Vaucorbeil, d'après le roman éponyme
- 1946 :  Les souvenirs ne sont pas à vendre, film français réalisé par Robert Hennion
- 1949 :  Les Eaux troubles, film français réalisé par Henri Calef, d'après le roman homonyme de Roger Vercel
- 1952 : Cet âge est sans pitié, film français réalisé par Marcel Blistène
- 1957 : L'inspecteur aime la bagarre, film français réalisé par Jean-Devaivre
- 1957 : Nathalie, film français réalisé par Christian-Jaque, scénario original reprenant l'héroïne de la série homonyme, avec Martine Carol dans le rôle-titre
- 1958 : Et ta sœur, film français réalisé par Maurice Delbez
- 1959 : Nathalie, agent secret, film français réalisé par Henri Decoin, scénario original reprenant l'héroïne de la série homonyme, avec Martine Carol dans le rôle-titre

### Adaptation d'un roman par des tiers
- 1948 :  La Dame d'onze heures, film français réalisé par Jean Devaivre, d'après le roman homonyme

## Récompenses et distinctions
- Prix du roman d'aventures 1939 pour Le Roi des sables

## Anecdotes
Pierre Apestéguy est candidat, lors du premier épisode de la série Les Cinq Dernières Minutes, pour découvrir le nom de l'assassin.